# Sayuri (cantant)
Sayuri (さユり, 7 de juny de 1996 – 20 de setembre de 2024) va ser una cantant i compositora japonesa de Shikanoshima, Fukuoka.
Després de guanyar el premi guanyador de Music Revolution el 2012, va deixar l'institut i va començar la seva carrera musical. El 2015, va publicar el seu senzill debut "Mikazuki", la sintonia final de Rampo Kitan: Game of Laplace, i més endavant va cantar les sintonies de Boku dake ga Inai Machi, Kuzu no Honkai, Fate/Extra Last Encore, Golden Kamuy, My Hero Academia, Yesterday wo Utatte i Lycoris Recoil.

## Biografia

### 1996-2015: Primers anys, Music Revolution, "Mikazuki"
Sayuri, natural de Shikanoshima, Fukuoka, va néixer el 7 de juny de 1996. Ja a segon de secundària, Sayuri va començar a tocar la guitarra com a passatemps inspirada pel grup de música Kanjani Eight i poc després va començar a compondre música. Més endavant, va actuar a la banda Muu (de guitarrista i vocalista) i al duo acústic Longtal (amb el nom d'Asuka), i va fer actuacions al carrer i en clubs de música a llocs com Hiroshima, Osaka i Nagoya.
El 2012, Sayuri va guanyar el Gran Premi a la final de la 5a edició de Music Revolution, on va ser la seva concursant més jove. Va deixar l'institut i es va traslladar a Tòquio l'any següent, però el gener de 2015 va piular que havia fet l'examen per obtenir el certificat d'estudiant amb competència de batxillerat. Tot i que ja havia tocat en clubs de música, va preferir tocar als carrers, ja que eren més espaiosos i permetien un ventall més divers de persones. En una entrevista amb Kai-You, però, va dir que aquestes actuacions al carrer eren originalment per practicar. El març de 2015, Sayuri va fer el primer concert en solitari, "Yoake no Shitaku", a Tsutaya O-East, Tòquio. El 26 d'agost de 2015, va publicar el seu primer senzill "Mikazuki", així doncs, va fer el seu gran debut a 18 anys; la cançó també va ser el tema final de l'anime Rampo Kitan: Game of Laplace.

### 2016-2017: "Sore wa Chiisana Hikari no Youna", "Parallel Line",Mikazuki no Koukai
Entre altres cançons va ser la cantant de "Sore wa Chiisana Hikari no Youna", la sintonia final de l'anime Boku dake ga Inai Machi, la qual va ser composta i escrita per Yuki Kajiura. La cançó va esdevenir el seu segon senzill, que va sortir a la venda el 24 de febrer de 2016. El 23 d'abril de 2016, va fer un concert en solitari (Mikazuki no Koukai) al Shibuya WWW; les entrades es van esgotar al cap de pocs segons després de posar-se a la venda. El seu tercer senzill el va publicar només en format digital el 24 de juny de 2016, i es tractava de la cançó que havia cantat a Music Revolution, "Ru-rararu-ra-Rurararu-ra". El 7 de desembre de 2016, va col·laborar amb Yojiro Noda de Radwimps en un quart senzill, "Furaregai Girl". L'1 de març de 2017, Sayuri va treure un cinquè senzill "Parallel Line", que va esdevenir la sintonia final de Kuzu no Honkai, tant de l'anime com de la sèrie d'imatge real, la qual cosa la va convertir en la primera cançó seva que sortia en una sèrie de televisió japonesa.
El 23 de març de 2017, es va anunciar que publicaria el primer àlbum: Mikazuki no Koukai, que va sortir el 17 de maig. L'endemà de la publicació, va arribar al primer lloc del rànquing diari d'àlbums d'Oricon, i més tard va ocupar el tercer lloc al rànquing setmanal d'àlbums d'Oricon. El 23 d'agost una de les cançons del seu àlbum, "Jū-oku-nen" va veure publicat un vídeo musical. El 19 de maig de 2017, va fer la primera actuació al carrer en més d'un any a Shinjuku, amb aproximadament 2.000 espectadors. El 24 de novembre de 2017, el concert en solitari de Sayuri al Tokyo Dome City Hall es va convertir en el seu més multitudinari fins al moment.

### 2018-2021: "Tsuki to Hanataba", "Reimei", "Kōkai no Uta"
El 28 de febrer de 2018 Sayuri va treure a la venda un sisè senzill: "Tsuki to Hanataba" (月と花束, lit. ‘Lluna i ram de flors’); la cançó es va tornar la sintonia final de l'anime Fate/Extra Last Encore. Va tocar a l'Anisong World Matsuri de l'Anime Expo el 6 de juliol de 2018 a Los Angeles, Califòrnia. També va col·laborar amb My First Story en la cançó "Reimei" (レイメイ, lit. ‘Alba’), publicada el 27 de novembre de 2018; la cançó va ser la segona sintonia inicial de l'anime Golden Kamuy. A més a més, Sayuri va participar en la cançó de Hiroyuki Sawano "Me & Creed <nZkv>", la qual en un principi havia de ser el tema principal del joc per a mòbils Blue Exorcist: Damned Chord, però va ser cancel·lat el 2020.
El 25 d'agost de 2019, es va anunciar que interpretaria la sintonia final de la 4a temporada de l'anime My Hero Academia: "Kōkai no Uta" (航海の唄, lit. ‘La cançó de la travessia’); la qual es va publicar en format de senzill el 27 de novembre de 2019. El 22 de maig de 2020, va publicar digitalment la seva nova cançó "Aoibashi", el tema principal de l'anime Yesterday wo Utatte, que es deia igual que l'antiga estació de la línia Keiō. El 3 de juny de 2020 va publicar el primer àlbum acústic (hikigatari) Me, que contenia versions acústiques de les seves anteriors cançons. L'1 d'agost de 2020, va treure a la venda un altre senzill digital: "Summer Bug". El 24 d'octubre de 2020, Sayuri va anunciar que signaria contracte amb iTony Entertainment.

### 2022-2024: "Hana no Tō", noces i mort
El 3 de juliol de 2022 va sortir "Hana no Tō" (花の塔, "Tower of Flower"), el tema final de la sèrie d'anime Lycoris Recoil, l'endemà de l'estrena de la sèrie. El 10 d'agost de 2022, va treure un segon àlbum, Sanketsu Shōjo. El 18 de març de 2024, va anunciar que s'havia casat amb Amaarashi, un dels dos integrants del duo J-pop, Misekai.
El 25 de juliol de 2024, va anunciar que faria una pausa per recuperar-se d'una disfonia funcional. El 27 de setembre de 2024, Amaarashi va fer un comunicat anunciant que Sayuri havia mort el 20 de setembre amb 28 anys. Familiars i amics propers van fer-li un funeral privat. Es va donar a conèixer que havia patit una malaltia crònica.

## Estil musical
Va fer servir els pseudònims de Sanketsu Shōjo (酸欠少女, lit. ‘Noia Hipòxia’) i 2.5D Parallel Singer-Songwriter (2.5次元パラレルシンガーソングライター, 2.5-jigen Parareru Shingāsonguraitā). Normalment, tocava amb un ponxo i descalça perquè, tal com havia revelat en una entrevista a JaME, sentia que es "fonia amb la terra, si sortia així". La seva imatge musical representava el seu jo real com una "presència flotant" entre la seva carrera virtual "2D" i la carrera en directe "3D". Yukako de TicketJam va dir que Sayuri "té un ampli ventall d'encant com a cantautora, com ara la seva aclaparadora veu per a cantar i la seva capacitat de cant que captiva no només els oients, sinó també els altres artistes, i el seu sentit únic com a compositora".

## Discografia

### Àlbums d'estudi
| Nom                                                                        | Detalls                                                                                                  | Rànquing | Rànquing  |
| Nom                                                                        | Detalls                                                                                                  | Oricon   | Billboard |
| -------------------------------------------------------------------------- | --- | -------- | --------- |
| Mikazuki no Koukai (ミカヅキの航海, lit. ‘Travessia de la lluna creixent’) | - Publicació: 17 de maig de 2017 - Segell: Ariola Japan - Formats: CD, CD+DVD, CD+BD, descàrrega digital | 3        | 4         |
| Sanketsu Shōjo (酸欠少女, lit. ‘Noia Hipòxia’)                             | - Publicació: 10 d'agost de 2022 - Segell: Ariola Japan - Formats: CD, descàrrega digital                | 13       | 8         |

### Àlbums acústics
| Nom     | Detalls                                                                      | Rànquing | Rànquing  |
| Nom     | Detalls                                                                      | Oricon   | Billboard |
| ------- | ---------------------------------------------------------------------------- | -------- | --------- |
| Me (め) | - Publicació: 3 de juny de 2020 - Segell: Ariola Japan - Formats: CD, CD+DVD | 3        | 2         |

### Senzills
| Nom                                                                                 | Any  | Rànquing | Rànquing  | Certificacions                                  | Àlbum              |
| Nom                                                                                 | Any  | Oricon   | Billboard | Certificacions                                  | Àlbum              |
| ----------------------------------------------------------------------------------- | ---- | -------- | --------- | ----------------------------------------------- | ------------------ |
| "Mikazuki" (ミカヅキ, lit. ‘Lluna creixent’)                                        | 2015 | 20       | 14        | - RIAJ: Gold (digital)                          | Mikazuki no Koukai |
| "Sore wa Chiisana Hikari no Youna" (それは小さな光のような, lit. ‘Com una llumeta’) | 2016 | 17       | 15        |                                                 | Mikazuki no Koukai |
| "Ru-Rararu-Ra-Rurararu-Ra-" (るーららるーらーるららるーらー)                        | 2016 | —        | —         |                                                 | Mikazuki no Koukai |
| "Furaregai Girl" (フラレガイガール, lit. ‘Una noia que s'hauria de rebutjar’)       | 2016 | 17       | 22        |                                                 | Mikazuki no Koukai |
| "Heikousen" (平行線, lit. ‘Línies paral·leles’)                                     | 2017 | 10       | 10        |                                                 | Mikazuki no Koukai |
| "Tsuki to Hanataba" (月と花束, lit. ‘Lluna i ram de flors’)                         | 2018 | 10       | 10        |                                                 | Sanketsu Shōjo     |
| "Kōkai no Uta" (航海の唄, lit. ‘Cançó de la travessia’)                             | 2019 | 12       | 34        |                                                 | Sanketsu Shōjo     |
| "Sekai no Himitsu" (世界の秘密, lit. ‘El secret del món’)                           | 2021 | 10       | —         |                                                 | Sanketsu Shōjo     |
| "Hana no Tō" (花の塔, lit. ‘Torre de flors’)                                        | 2022 | —        | 52        | - RIAJ: Gold (digital) - RIAJ: Gold (streaming) | Sanketsu Shōjo     |

### Col·laboracions
| Nom                                                   | Any  | Rànquing | Rànquing  | Àlbum          |
| Nom                                                   | Any  | Oricon   | Billboard | Àlbum          |
| ----------------------------------------------------- | ---- | -------- | --------- | -------------- |
| "Reimei" (レイメイ, lit. ‘Alba’) (amb My First Story) | 2018 | 7        | 10        | Sanketsu Shōjo |

### Artista convidada
| Cançó               | Any  | Àlbum    | Artista             |
| ------------------- | ---- | -------- | ------------------- |
| "Me & Creed <nZkv>" | 2019 | Remember | SawanoHiroyuki[nZk] |

## Vídeos musicals
| Nom                                | Any  | Director(s)                                  | Ref.          |
| ---------------------------------- | ---- | -------------------------------------------- | ------------- |
| "Mikazuki"                         | 2015 | YKBX                                         | [ 49 ]        |
| "Raise de Aou"                     | 2016 | YKBX                                         | [ 50 ]        |
| "Sore wa Chiisana Hikari no Youna" | 2016 | YKBX                                         | [ 51 ]        |
| "Anonymous"                        | 2016 | Yasuhiro Arafune                             | [ 52 ]        |
| "Furaregai Girl"                   | 2016 | Nao Yoshigai                                 | [ 53 ]        |
| "Parallel Line"                    | 2017 | Yasuhiro Arafune                             | [ 54 ]        |
| "Birthday Song"                    | 2017 | Atsushi Tani                                 | [ 55 ]        |
| "Juu Oku nen"                      | 2017 | Tsuyoshi Inoue                               | [ 56 ]        |
| "Tsuki to Hanataba"                | 2018 | Atsushi Tani                                 | [ 57 ]        |
| "Reimei"                           | 2018 | N/D                                          | [ 58 ]        |
| "Kōkai no Uta"                     | 2019 | Kōsuke Sugimoto                              | [ 59 ]        |
| "Nejiko"                           | 2020 | Kozue Satō                                   | [ 60 ]        |
| "Summer Bug"                       | 2020 | N/D                                          | [ 61 ]        |
| "Kamisama"                         | 2021 | Shusshin Katsushika                          | [ 62 ]        |
| "Sekai no Himitsu"                 | 2021 | Udon (original) Tsutomu Mita (col·laboració) | [ 63 ] [ 64 ] |
| "Sanketsu Shōjo"                   | 2022 | Afghan Ray                                   | [ 65 ]        |

## Premis i nominacions
| Premi                     | Any  | Categoria                                                                       | Subjecte                    | Resultat  | Ref.          |
| ------------------------- | ---- | ------------------------------------------------------------------------------- | --------------------------- | --------- | ------------- |
| Premis CD Shop            | 2018 | Gran premi                                                                      |                             | Nominat   | [ 66 ]        |
| Music Revolution          | 2012 | Gran premi                                                                      | "Ru-Rararu-Ra-Rurararu-Ra-" | Guanyador | [ 67 ] [ 68 ] |
| Music Revolution          | 2012 | Premi del Ministeri d'Educació, Cultura, Esports, Ciència i Tecnologia del Japó | "Ru-Rararu-Ra-Rurararu-Ra-" | Guanyador | [ 67 ] [ 68 ] |
| Premis Newtype Anime      | 2023 | Millor sintonia                                                                 | "Hana no Tō"                | 5è lloc   | [ 69 ]        |
| Premis Anison Reiwa       | 2022 | Gran premi Anime Song                                                           | "Hana no Tō"                | Guanyador | [ 70 ]        |
| Premis Anison Reiwa       | 2022 | Premi a l'artista                                                               | "Hana no Tō"                | Nominat   | [ 70 ]        |
| Premis Anison Reiwa       | 2022 | Premi de l'espectador                                                           | "Hana no Tō"                | Guanyador | [ 70 ]        |
| Space Shower Music Awards | 2018 | Millor artista revelació                                                        | Sayuri                      | Nominat   | [ 71 ]        |